# Fehérarcú sarlósfecske
A fehérarcú sarlósfecske (Cypseloides storeri) a madarak osztályának a sarlósfecske-alakúak (Apodiformes) rendjébe és a sarlósfecskefélék (Apodidae) családjába tartozó faj.

## Rendszerezése
A fajt Adolfo G. Navarro-Sigüenza, Andrew Townsend Peterson, Patricia Escalante Pliego & Hesiquio Benitez-Diaz írták le 1992-ben.

## Előfordulása
Mexikó területén honos. A természetes élőhelye szubtrópusi és trópusi síkvidéki és hegyi esőerdők. Állandó, nem vonuló faj.

## Megjelenése
Testhossza 14 centiméter, testtömege 39,5 gramm.

## Természetvédelmi helyzete
Az elterjedési területe kicsi, egyedszáma ismeretlen, a fajból csak pár példány ismert. A Természetvédelmi Világszövetség Vörös listáján adathiányosként szerepel.

## Külső hivatkozások
- Képek az interneten a fajról
- Xeno-canto.org - a faj hangja és elterjedési területe